# Gabriel Ruozzi
Gabriel Ruozzi, né le 27 mars 1914 à Nice et mort le 14 septembre 1988 dans la même ville, est un coureur cycliste français, professionnel de 1935 à 1948.

## Biographie

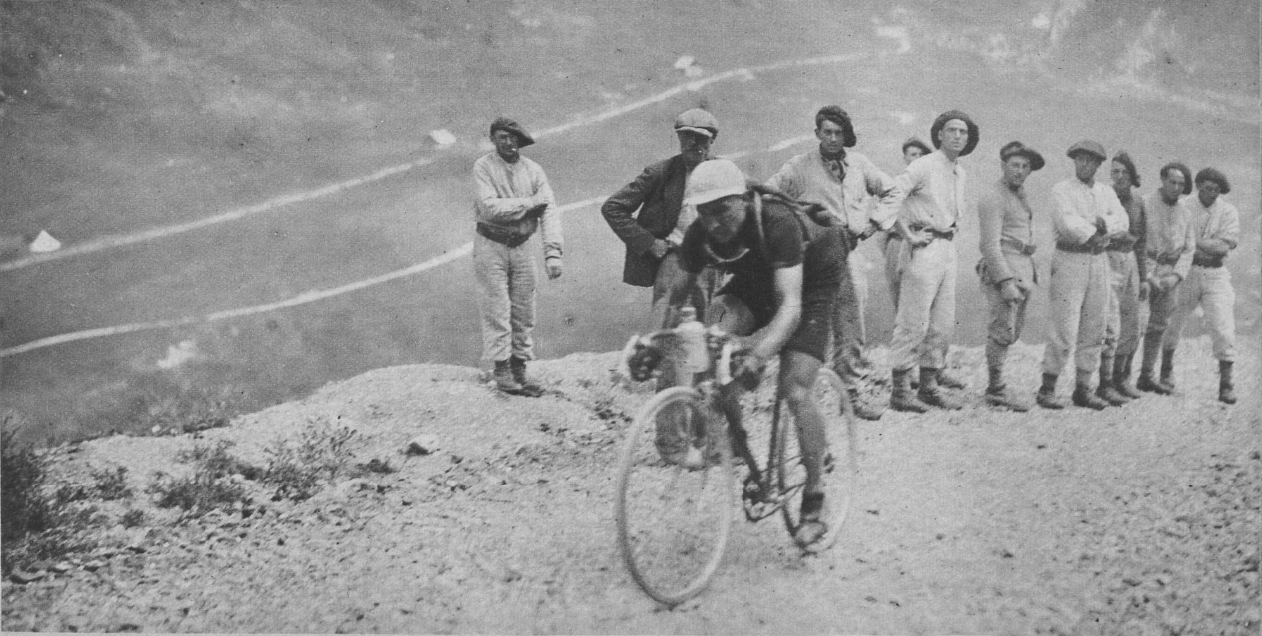
Photographie paru dans Le Miroir des sports représentant Gabriel Ruozzi franchissant en tête le col du Galibier lors de la 7e étape du Tour de France 1935.

Gabriel Ruozzi a notamment remporté la course de côte Nice-Mont Agel à deux reprises.
Il participe au Tour de France 1935 dont il se classe neuvième. Premier des coureurs régionaux, il se distingue en franchissant le col du Galibier en tête lors de la 7e étape et prend la quatrième place du grand prix de la montagne.

## Palmarès
- 1933
  - 2e des Boucles de Sospel
  - 3e de la course de côte de La Turbie
- 1935
  - Grand Prix d'Antibes
  - 9e du Tour de France
- 1936
  - 3e de Nice-Mont Agel
- 1938
  - 3e de la course de côte de La Turbie
- 1939
  - 3e de Nice-Mont Agel
- 1941
  - Nice-Mont Agel
  - 2e de la course de côte de La Turbie
  - 3e du Grand Prix de Mont-Cauvaire
- 1942
  - Nice-Mont Agel
  - 2e de la Course de côte du mont Faron
- 1943
  - 3e du Grand Prix de Mont-Cauvaire
- 1946
  - 2e du Circuit boussaquin

## Résultats sur les grands tours

### Tour de France
- 1935 : 9e